# زبان‌گاوی‌های دوردست
زبان‌گاوی‌های دوردست (نام علمی: Symphurus) نام یک سرده از تیره زبان‌گاوماهیان است.